# 나인씬
나인씬(Ninesin)은 대한민국의 하드코어 밴드이다. 그들은 동양적인 감성과 하드코어의 강력함을 엮은 뉴스쿨 하드코어 음악을 표방한다.

## 약력

### 2004년 및 그 이전 - 밴드의 결성
보컬인 배경세와 기타 손성인은 중학교 시절부터 음악적으로 친분을 쌓아오면서 친구들과 《데프톤즈》, 《Machine head》스타일의 음악을 하는 《Dandellion Hill》이라는 밴드를 만들게 된다. 이들은 몇 번의 공연 중 대학교 락동아리 《일렉트》(Elect)와 공연을 함께 하게 되었고 서로 친분을 쌓아가던 중에 뜻이 맞던 일렉트의 Fx 정우람, 드럼 김여준, 베이스 서정원과 그룹을 이루면서 밴드 《아시아이펙트》(Asiaeffect)를 결성하게 된다. 곧이어 예전부터 배경세와 친구로 지내던 기타 윤병욱이 합세하여 전체적으로 곡의 질과 수준을 좋게 만들었으나 멤버들의 군문제와 배경세의 운동 선수 생활로 인하여 정기적인 공연 활동이 불가능해지자 다수의 작곡과 몇 번의 대관공연으로 그룹 활동을 잠시 중단하게 된다.

### 2006년 - 나인씬 이름의 첫 공연
- 2006년 중순, 밴드명을 《나인씬》(Ninesin)으로 바꾼다.
- 2006년 10월, 멤버들의 군문제가 모두 해결되어 헤비한 음악을 전문적으로 녹음하는 《몰스튜디오》에서 EP 앨범 《Deathblow》녹음을 시작하였고 멤버 중 기타 손성인은 《파이어스톰》(Firestorm)의 멤버로 정식으로 가입하게 되어 국내 최고의 하드코어 밴드인 《파이어스톰》(Firestorm)이라는 든든한 동지를 얻게 된다.
- 2006년 11월 11일, ‘BURN THE SEOUL CITY FEST’ 공연에 참여하면서 《나인씬》(Ninesin)이란 이름의 첫 공연을 하게 된다.[1]

### 2007년 - EP 앨범 발매 및 EP 활동
- 2007년 1월, 몰스튜디오 조상현 등의 도움으로 EP 앨범 녹음이 완료되었다.
- 2007년 초, 하드코어 전문 레이블인 《GMC 레코드》에 합류한다.
- 2007년 2월 4일, ‘GMC New Year Fest’ 공연에 참가했다.
- 2007년 2월11일, 나인씬의 첫 EP인 《Deathblow》발매와 동시에 Ninesin (EP) Album Release Show를 펼치게 된다. 공연에서 《바세린》(Vassline), 《삼청》(Samchung), 《갓오브엠티니스》(God Of Emptiness), 《파이어스톰》(Firestorm), 《넉다운》(Knockdown) 등의 축하공연도 한다.
- 2007년 3월, 하드코어 밴드인 《바세린》(Vassline)과 함께 투어를 시작했다.
- 2007년 5월 21일, ‘K-Rock 101 Fest’ 공연에 참가했다.[2]
- 2007년 6월 23일, 일본밴드 Not To Be Like Someone의 내한 공연 게스트로 참가했다.
- 2007년 7월, 기타 손성인은 유학으로 팀을 탈퇴하게 되고 대신 멤버들과 친분을 유지해 온 기타 이윤석을 새 멤버로 영입한다.[1]
- 2007년 7월 18일, 《EBS 스페이스 공감》에 출연하면서 공중파에 첫 등장하게 된다. 8월 12일 ‘열혈 사운드의 발견’이란 제목으로 방송되었다.[3]
- 2007년 8월 19일, 《동두천 락 페스티발》공연에 참가했다.[4]
- 2007년 8월 27일, 제9회 《쌈지 사운드 페스티벌》에 숨은 고수로 선정되고 10월에 무대에 서게 된다.
- 2007년 9월 22일, 《두산타워》에서 정기적으로 열리는 ‘락생락사’ 공연에 참여했다.
- 2007년 11월 24일, 클럽 《고스트스테이션》(현 《브이홀》)에서 《49 Morphines》와의 스플릿 공연인 ‘49 Morphines VS NINESIN’ 에 참가했다. 이날 《할로우젠》, 《갓오브엠티니스》 등의 밴드들이 참여했다.[5]

### 2008년 - 라인업 재정비 및 1집 작업
- 2008년 1월 12일, 클럽 《SSAM》에서 열린 ‘GMC New Year Fest’ 공연에 참가했다.
- 2008년 1월 19일, 클럽 《FF》에서 열린 ‘Power To The People’ 공연에 참가했다. 이 날 공연에는 《문샤이너스》, 《갤럭시 익스프레스》, 《에이팝》등의 다양한 장르의 밴드들이 참여했다.
- 2008년 5월 4일, 《파이어스톰》, 《갓오브엠티니스》와 함께 ‘Friends Forever Vol.2’ 공연에 참가했다.
- 2008년 5월 31일, 인디음악을 좋아하는 사람들의 모임인 《101명의 공연 기획단》에서 주최한 ‘Thank You’ 공연에 참여했다. 이 날 공연에는 《국카스텐》, 《문샤이너스》, 《49 Morphines》등의 밴드들이 참여했다.
- 2008년 7월, 개인적인 사정 및 음악적인 견해 차이로 7월 20일 ‘Goodbye Friends’ 공연 이후로 Fx 정우람, 드럼 김여준, 기타 이윤석이 밴드를 탈퇴하게 되고 새로운 멤버인 드럼 김완규, 《49 Morphines》에서도 활동 중인 기타 김형섭이 합류하게 된다.
- 2008년 8월 9일, 《상상마당》 라이브홀에서 열린 ‘2008 GMC Summer Fest’ 공연에 참가했다.
- 2008년 9월 ~ 10월, 스윗게릴라즈(Sweet Guerillaz)와 비셔스글레어(Vicious Glare)의 앨범 발매 기념 공연인 ‘Hands On Hands Tour’ 공연에 참가했고 이번 투어에서 1집에 수록될 신곡들을 발표했다.
- 2008년 10월, 1집 녹음을 시작했다.
- 2008년 11년 29일, 클럽 《스팟》에서 열린 GMC 레코드 9주년 기념 공연인 ‘GMC Nite 3’ 공연에 참가했다.
- 2008년 12월 20일, Club Catch Light에서 하드코어, 힙합 합동 공연인 ‘Judgement Night Vol.2’ 공연에 참가했다.
- 2008년 12월 25일, 국내 최대 락 카페인 《악숭》에서 주최한 공연인 ‘악숭 2008 크리스마스 파티’ 공연에 참가했다.[2]

### 2009년 - 1집 앨범 발매 및 1집 활동
- 2009년 3월 1일, ‘GMC New Year Fest’ 공연에 참가했다.
- 2009년 3월 16일, 1집 발매 이전에 3곡을 선정해서 디지털 싱글 《Punishment》를 발매했다.
- 2009년 3월 21일, 일본 하드코어 밴드인 BD Union과 함께 1집 앨범 발매 공연인 ‘Brother 4 Life Vol.7’ 에 참가했다.
- 2009년 3월 31일, 1집 《The Death, We Will Face》이 발매했고, 3개월 동안 1집 발매 공연인 ‘Punishment Tour’ 에 참가했다.
- 2009년 4월 3일, 1집 수록곡인 〈Punishment〉가 네이버 카페인 음악취향 Y에서 4월의 월간 싱글에 선정되었다.[6]
- 2009년 5월 ~ 9월, 드럼 김완규는 하드코어 밴드 《바세린》의 드럼 최현진이 서태지 드럼 세션을 맡는 동안 《바세린》의 드럼 세션을 맡게 된다.
- 2009년 5월 15일, 《롤링홀》에서 인디 뮤직 10주년 기념 공연인 《인디루트 페스타(Indie Root Festa)》 공연에 《이한철》, 《오메가3》, 《트랜스픽션》, 《킹스턴 루디스카》, 《갤럭시 익스프레스》, 《브로콜리 너마저》와 함께 오프닝 무대를 장식했다.
- 2009년 5월 23일, Club 《브이홀》에서 하드코어 전문 레이블인《GMC 레코드》와 힙합 전문 레이블인 《소울 컴퍼니》의 합동 공연인 ‘Judgement Night Vol.3’ 공연에 참가했고 힙합 팬들에게 큰 어필을 하며 성공적으로 공연을 마쳤다.
- 2009년 5월 23일, 《엠넷》에서 인디 락 음악 전문방송인 《Time To Rock》에 출현했다.[7]
- 2009년 5월 30일, ‘Punishment Tour’ 중 마지막 공연인 ‘Final Punishment with You’ 공연을 끝으로 3개월의 투어를 마무리 지었다.
- 2009년 7월 4일, 클럽 《바다비》에서 열린 《타운홀 레코드》소속의 하드코어 밴드 《No Excuse》의 데모 발매 공연에 참가했다.
- 2009년 8월 16일, ‘2009 GMC Summerfest’ 공연에 참가했다.
- 2009년 8월 29일, 클럽 《바다비》에서 열린 하드코어 밴드 《13 steps》의 정규 2집 발매 공연인 ‘13 Steps New Album Release Party’ 에 참가했다.
- 2009년 9월 26, 27일, 2일에 걸쳐 일본 오사카에서 한국, 일본 양 국가의 하드코어 밴드들과 함께 ‘Otoko Jukyu Vo.3’ 공연에 참가했다.[2]
- 2009년 10월 24일, Club 《브이홀》에서 하드코어 전문 레이블인《GMC 레코드》와 힙합 전문 레이블인 《소울 컴퍼니》의 합동 공연으로 자리잡은 공연인 ‘Judgement Night Vol.4’ 에 참가했다. 이 날 공연에는 대한민국 최고의 록밴드 중 하나인 《피아》와 하드코어 독특한 음악성을 자랑하는 하드코어 힙합 크루 《Vitality(바이탈리티)》 가 게스트로 참여했다.[8]
- 2009년 12월 26일, 클럽 《SPOT》에서 GMC 레코드, Estella Records를 통틀어 2009년 가장 두드러진 활약을 펼친 밴드로 선정된 《49 Morphines》, 《13 Steps》, 《Apollo 18》, 《전국비둘기연합》, 《에이팝》과 함께 공연 ‘From The Darkness 2009’ 에 참가했다.[2]

### 2010년 - 펜타포트 입성 및 새앨범 작업
- 2010년 1월 30일, 클럽 《SPOT》에서 열린 《비셔스글레어》의 EP 발매 공연인 ‘Friends Forever Vol.5’ 공연에 참가했다.
- 2010년 2월 27일, 클럽 《SSAM》에서 열린 GMC 레코드 정기공연인 ‘GMC New Year Fest’ 공연에 참가했다.
- 2010년 3월 13일, 클럽 《사피엔스》에서 네이버 카페 《락카페》에서 주최하는 15회 ‘락동산’ 공연에 참가했다. 이날 공연에 《타바코쥬스》, 《마하트마》, 《브로큰발렌타인》 등의 밴드가 참여했다.
- 2010년 4월 17일, 메탈코어 장르의 밴드인 《노이지》 1집 앨범 발매 공연인 ‘Hardcore Evolution’ 에 참여해 자리를 빛내주었다.
- 2010년 4월 24일, 《타운홀 레코드》에서 주최하는 공연인 ‘Stay Posi 2010’ 에 참여했다. 이날 공연에는 일본 유명 하드코어 밴드인 《FC FIVE》 가 참여해 자리를 빛내주었다.
- 2010년 5월, 새로운 앨범 및 EP의 곡 작업을 시작한다.
- 2010년 5월 21일, 클럽 《SPOT》에서 메탈코어 밴드인 《Her Eyes Bleed》가 주최하는 공연인 ‘B.B. Party’ 에 밴드 《옐로우푸퍼》, 《전국비둘기연합》, 《노이지》 등과 함께 참여했다.
- 2010년 7월 3일, 클럽 《SSAM》에서 열린 일본 하드코어 밴드인 《THORN》의 내한공연인 ‘This Is Hardcore’ 에 참가했다.[2]
- 2010년 7월 23일, 인천 《수도권매립지관리공사》에서 열린 2010년 《펜타포트 락 페스티벌》 2차 라인업에 선정되어 첫날 무대에 서게 된다.[9]

## 멤버

### 현재 멤버
- 배경세 - 보컬 (2004년~현재)
- 윤병욱 - 기타 (2004년~현재)
- 이세욱 - 베이스 (2011년~현재)
- 김윤기 - 기타 (2014년~현재), 장난감가게에서도 활동함. (2012년~현재)

### 이전 멤버
- 손성인 - 기타, 예전에 파이어스톰(Firestorm)에서 활동함. (2004년~2007년)
- 이윤석 - 기타 (2007년~2008년)
- 김여준 - 드럼 (2004년~2008년)
- 정우람 - FX (코러스, 2004년~2008년)
- 서정원 - 베이스 (2004년~2011년)
- 김형섭 - 기타, 49 Morphines에서도 활동함. (2008년~2013년)
- 김완규 - 드럼 (2008년~2014년)

## 음반 목록

### 정규 음반
- 《The Death, We Will Face》 (2009년)
- 《Ninesin》 (2011년)

### EP
- 《Deathblow》 (2007년)

### 싱글
- 《Punishment》 (2009년)

## 같이 보기
- 인디 밴드